# Bereni (gmina)
Bereni – gmina w Rumunii, w okręgu Marusza. Obejmuje miejscowości Bâra, Bereni, Cându, Drojdii, Eremieni, Maia i Mărculeni. W 2011 roku liczyła 1203 mieszkańców.